# Харлов, Андрей Васильевич
Андрей Васильевич Харлов (20 ноября 1968, Прокопьевск — 15 июня 2014, Казань) — российский шахматист, гроссмейстер (1992), тренер.

## Биография
В шахматы начал играть в шесть лет. Первый тренер Станислав Иванов. В 1987 году поступил в Томский университет (факультет прикладной математики и кибернетики), но не окончил его. В 1988 был призван в армию. Полгода служил в ВДВ, потом в спортроте в Хабаровске. Недолго был на сверхсрочной службе прапорщиком.
Воспитанник Всероссийской гроссмейстерской школы, занимался у известного теоретика Евгения Свешникова. Чемпион России среди молодёжи (1988). В 1990-м разделил с Владимиром Крамником, Русланом Щербаковым и Максимом Сорокиным первое место в чемпионате России. В 1991 году с Ильдаром Ибрагимовым и Крамником победил во Всесоюзном турнире молодых мастеров, стал победителем командного чемпионата мира среди студентов в Бразилии и хорошо выступил в чемпионате СССР 1991 (только поражение в партии против ставшего чемпионом Арташеса Минасяна не позволило Андрею войти в призовую тройку). Тогда же, в 1991 году стал международным мастером. В 1992 году выиграл несколько турниров по швейцарской системе и получил звание международного гроссмейстера .
В 1996 переехал жить в Казань. В составе казанской команды был чемпионом России в 1998, 2001 и 2003 годах и обладателем Кубка Европейских чемпионов 1996. Консультировал известных казанских шахматистов Алису Галлямову и Артема Тимофеева
Бронзовый призер чемпионата России среди мужчин 2000. 1-4 место на личном чемпионате Европы 2000 года. Был секундантом Гарри Каспарова на матче за звание чемпиона мира 2000 года. В чемпионате мира ФИДЕ 2004 года дошёл до четвертьфинала, где уступил Веселину Топалову. В Аэрофлот-опен-2005 разделил 1-5 места с Сутовским, Иванчуком, Акопяном и Мотылевым; Андрей единолично лидировал перед последним туром, но уступил в решающей партии Владимиру Акопяну. Первый вице-президент Федерации шахмат Республики Татарстан в 2004—2010 годах. С 2007 года работал тренером гроссмейстерской школы в Тольятти.
Умер от инфаркта в июне 2014.

## Спортивные достижения
| Год  | Город           | Турнир                          | + | − | = | Результат | Место |
| ---- | --------------- | ------------------------------- | - | - | - | --------- | ----- |
| 1991 | Москва          | 58-й и последний чемпионат СССР | 4 | 2 | 5 | 6½ из 11  | 10—14 |
| 1994 | Элиста          | 47-й чемпионат России           | 3 | 1 | 7 | 6½ из 11  | 7—15  |
| 1996 | Элиста          | 49-й чемпионат России           | 2 | 2 | 7 | 5½ из 11  | 25—31 |
| 1998 | Санкт-Петербург | 51-й чемпионат России           | 4 | 1 | 6 | 7 из 11   | 5—11  |
| 1999 | Москва          | 52-й чемпионат России           |   |   |   | из        |       |
| 2000 | Самара          | 53-й чемпионат России           | 5 | 1 | 5 | 7½ из 11  | 2—6   |
| 2001 | Элиста          | 54-й чемпионат России           | 3 | 0 | 6 | 6 из 9    | 3     |
| 2002 | Краснодар       | 55-й чемпионат России           | 2 | 0 | 7 | 5½ из 9   | 6—14  |
| 2003 | Красноярск      | 56-й чемпионат России           | 2 | 0 | 7 | 5½ из 9   | 11—19 |
|      |                 |                                 |   |   |   | из        |       |

## Семья
Был женат на Елене Заяц, имел сына Артёма. Вначале жили в Прокопьевске. С октября 1993 по 1994 проживали в Испании (город Виго). Потом какое-то время жили в Минске. Впоследствии брак распался.
Вторая жена — Харлова Алия Даниповна 1979 года рождения из Татарстана. Тоже есть сын .

## Изменения рейтинга
| Графики недоступны из-за технических проблем. См. информацию на Фабрикаторе и на mediawiki.org. |